# Philippe Labeyrie
Pour les articles homonymes, voir Labeyrie.
Philippe Labeyrie, né le 29 avril 1938 à Dax (Landes) et mort le 13 octobre 2012 à Mont-de-Marsan, est un médecin et homme politique français, membre du Parti socialiste. Il est sénateur des Landes de 1983 à 2011 et maire de Mont-de-Marsan de 1983 à 2008.

## Biographie
Il est le fils de Robert Labeyrie, maire de Pontonx-sur-l'Adour de 1945 à 1983, lui-même conseiller général du canton de Tartas-Ouest de 1945 à 1982. 
Médecin de formation, Il commence sa carrière politique en 1979 en remportant le canton de Mont-de-Marsan-Nord lors des élections cantonales, où il est élu face à Alain Juppé, jeune conseiller de Jacques Chirac à la mairie de Paris.
Il est élu pour la 1re fois en mars 1983, maire de Mont-de-Marsan , il sera réélu en 1989, 1995 et 2001. Distancé de 421 voix au premier tour des élections municipales françaises de 2008 par la candidate MoDem-UMP Geneviève Darrieussecq (43,9 % des voix contre 40,7 % pour le maire sortant), il est finalement nettement battu au second tour, ne recueillant que 47,1 % des suffrages et 8 conseillers municipaux..
Grand passionné de corrida et de course landaise, sa femme (directrice de l'Office de tourisme) l'a convaincu de faire venir à Mont-de-Marsan le jeu Intervilles , remporté par la ville à trois reprises, en 1998 face à Dax puis en 2006 face à Nîmes ainsi qu'en 2007 face à Carcassonne.
Lors des fêtes de la Madeleine, tout le monde attendait de voir son nouveau déguisement pour la cérémonie de remise des clefs de la ville aux jeunes.
Lors de son décès, le 13 octobre 2012, peu de temps après sa femme, un hommage public lui est rendu quelques jours plus tard sur la place du Général-Leclerc (place de l'hôtel de ville) en présence de nombreuses personnalités politiques landaises (Robert Cabé,Henri Emmanuelli,Geneviève Darrieussecq...) ainsi de nombreux Montois et Montoises qui eux venu dire au-revoir à "César". Puis de nombreux Landais (-es) qui ont fait le déplacement.
La ville de Mont-de-Marsan et Mont-de-Marsan Agglomération décident d'appeler la nouvelle médiathèque de son nom, qui est inaugurée le 8 décembre 2012 en présence de Geneviève Darrieussecq (maire de Mont-de-Marsan, présidente de Mont-de-Marsan Agglomération), d'Henri Emmanuelli (ami, député, président du conseil général des Landes) et d'Alain Rousset (président de la région Aquitaine) ainsi que de Florence Delaunay (députée) et de'Alain Vidalies (adjoint au maire de 1989 à 2002, ministre délégué dans le gouvernement Jean-Marc Ayrault I et Gouvernement Jean-Marc Ayrault II). 

### Mandats
Philippe Labeyrie est élu sénateur des Landes le 25 septembre 1983, puis réélu le 27 septembre 1992 et le 23 septembre 2001. Il ne se représente pas en septembre 2011.
Au Sénat, il est membre de la commission de la culture, de l'éducation et de la communication.
- 1979-1989 : conseiller général du Canton de Mont-de-Marsan-Nord
- 1983-2008 : maire de Mont-de-Marsan
- 1983-2011 : sénateur des Landes